# Liste des monuments aux morts dans l'Yonne
Pour un article plus général, voir Liste d'œuvres d'art public dans l'Yonne.
Cet article vise à recenser les monuments aux morts dans l'Yonne, en France.

## Liste
Les monuments sont classés par ordre alphabétique de communes, ou anciennes communes. Si une commune possède plusieurs monuments, ils sont classés par ordre chronologique des conflits commémorés.
| Œuvre                                                          | Auteur                                                  | Commune                     | Localisation                                                                                 | Notes                                                                                   | Installation | Coordonnées                      | Illustration |
| -------------------------------------------------------------- | ------------------------------------------------------- | --------------------------- | -------------------------------------------------------------------------------------------- | --------------------------------------------------------------------------------------- | ------------ | -------------------------------- | --- |
| Monument aux morts                                             | À déterminer                                            | Accolay                     | Dans le cimetière                                                                            |                                                                                         | À déterminer | à géolocaliser                   | Image manquante |
| Monument aux morts                                             | À déterminer                                            | Aigremont                   | Rue du Général-Delamalle, à côté de l'église Notre-Dame-de-la-Nativité, en face de la mairie |                                                                                         | À déterminer | 47° 43′ 07″ nord, 3° 53′ 24″ est | Monument aux morts d'Aigremont |
| Monument aux morts                                             | À déterminer                                            | Aillant-sur-Tholon          | Rue des Ponts (RD 955) à côté de l'école                                                     |                                                                                         | 1921         | 47° 52′ 28″ nord, 3° 20′ 55″ est | Monument aux morts d'Aillant-sur-Tholon |
| Monument aux morts                                             | À déterminer                                            | Aisy-sur-Armançon           | À déterminer                                                                                 |                                                                                         | À déterminer | à géolocaliser                   | Image manquante |
| Monument aux morts                                             | À déterminer                                            | Ancy-le-Franc               | À déterminer                                                                                 |                                                                                         | À déterminer | à géolocaliser                   | Image manquante |
| Monument aux morts                                             | À déterminer                                            | Ancy-le-Libre               | À côté de l'église Saint-Maixent                                                             |                                                                                         | À déterminer | à géolocaliser                   | Monument aux morts |
| Monument aux morts                                             | À déterminer                                            | Andryes                     | Dans le cimetière                                                                            |                                                                                         | À déterminer | 47° 31′ 06″ nord, 3° 29′ 01″ est | Monument aux morts d'Andryes |
| Monument aux morts                                             | Benard (tailleur de pierre)                             | Annay-la-Côte               | Dans le cimetière                                                                            |                                                                                         | 1920         | à géolocaliser                   | Image manquante |
| Monument aux morts                                             | Benoît (tailleur de pierre)                             | Annay-la-Côte               | À côté de l'église Saint-Marcel                                                              |                                                                                         | 1953         | 47° 32′ 04″ nord, 3° 53′ 11″ est | Monument aux morts d'Annay-la-Côte |
| Monument aux morts                                             | À déterminer                                            | Annay-sur-Serein            | Grande rue                                                                                   |                                                                                         | À déterminer | 47° 43′ 37″ nord, 3° 57′ 29″ est | Monument aux morts d'Annay-sur-Serein |
| Monument aux morts                                             | À déterminer                                            | Annoux                      | À côté de l'église Saint-Jean-Baptiste                                                       |                                                                                         | À déterminer | à géolocaliser                   | Monument aux morts |
| Monument aux morts                                             | À déterminer                                            | Appoigny                    | Dans le cimetière                                                                            |                                                                                         | À déterminer | à géolocaliser                   | Image manquante |
| Monument aux morts                                             | Marius Cladel                                           | Arces-Dilo                  | À déterminer                                                                                 |                                                                                         | 1921         | à géolocaliser                   | Monument aux morts« Monument aux morts de 1914-1918 à Arces-Dilo », sur À nos grands hommes                                                                              |
| Monument aux morts                                             | À déterminer                                            | Arcy-sur-Cure               | Dans le cimetière                                                                            |                                                                                         | 1922         | à géolocaliser                   | Image manquante |
| Monument aux morts                                             | À déterminer                                            | Argentenay                  | À côté de l'église Saint-Laurent                                                             |                                                                                         | À déterminer | à géolocaliser                   | Monument aux morts |
| Le Vainqueur avec drapeau (monument aux morts)                 | Copie d'après Charles-Henri Pourquet                    | Argenteuil-sur-Armançon     | À côté de l'église Saint-Didier-et-Saint-Leu                                                 |                                                                                         | À déterminer | à géolocaliser                   | Le Vainqueur avec drapeau (monument aux morts) |
| Monument aux morts                                             | À déterminer                                            | Armeau                      | Rue de l'Ile de France                                                                       |                                                                                         | À déterminer | 48° 02′ 44″ nord, 3° 19′ 21″ est | Monument aux morts d'Armeau |
| Monument aux morts de 1914-1918                                | À déterminer                                            | Armeau                      | Dans la mairie                                                                               | Plaque.                                                                                 | À déterminer | à géolocaliser                   | Image manquante |
| Monument aux morts de 1939-1945                                | À déterminer                                            | Armeau                      | Dans la mairie                                                                               | Plaque.                                                                                 | À déterminer | à géolocaliser                   | Image manquante |
| Monument aux morts                                             | À déterminer                                            | Arthonnay                   | Dans le cimetière                                                                            |                                                                                         | À déterminer | à géolocaliser                   | Image manquante |
| Monument aux morts de la bataille des 16 et 17 juin 1940       | À déterminer                                            | Arthonnay                   | Dans la chapelle                                                                             |                                                                                         | À déterminer | à géolocaliser                   | Monument aux morts de la bataille des 16 et 17 juin 1940 |
| Monument aux morts                                             | À déterminer                                            | Asnières-sous-Bois          | Sur la place de la Mairie                                                                    |                                                                                         | 1922         | à géolocaliser                   | Monument aux morts |
| Monument aux morts                                             | À déterminer                                            | Asquins                     | Intersection de la RD 123 et de la RD 951                                                    |                                                                                         | À déterminer | à géolocaliser                   | Image manquante |
| Monument aux morts                                             | À déterminer                                            | Augy                        | Intersection de la rue Pinon et de la rue Près Chaffaux                                      |                                                                                         | À déterminer | à géolocaliser                   | Image manquante |
| Monument aux morts                                             | À déterminer                                            | Augy                        | Dans le cimetière                                                                            |                                                                                         | À déterminer | à géolocaliser                   | Image manquante |
| Monument aux morts de 1870-1871                                | À déterminer                                            | Auxerre                     | Dans le cimetière                                                                            |                                                                                         | À déterminer | à géolocaliser                   | Image manquante |
| Monument aux morts                                             | Max Blondat                                             | Auxerre                     | Intersection du boulevard Davout et de la rue du Temple                                      | Classé MH (2020).                                                                       | 1925         | 47° 47′ 32″ nord, 3° 34′ 05″ est | Monument aux morts d'Auxerre |
| Monument aux fusillés d'Egriselles-Venoy                       | À déterminer                                            | Auxerre                     | Au lieu-dit « Les Vaux Profonds »                                                            |                                                                                         | 1992         | 47° 48′ 01″ nord, 3° 36′ 48″ est | Monument aux fusillés d'Egriselles-Venoy |
| Monument aux morts                                             | Pierre Vigoureux                                        | Avallon                     | Promenade des Capucins                                                                       | Inscrit MH (2016).                                                                      | 1921         | 47° 29′ 25″ nord, 3° 54′ 35″ est | Monument aux morts d'Avallon |
| Monument aux morts                                             | À déterminer                                            | Avallon                     | Dans l'église Saint-Martin-du-Bourg                                                          |                                                                                         | À déterminer | à géolocaliser                   | Image manquante |
| Monument aux morts                                             | À déterminer                                            | Avallon                     | Dans la collégiale Saint-Lazare                                                              |                                                                                         | À déterminer | à géolocaliser                   | Image manquante |
| Monument aux résistants morts                                  | À déterminer                                            | Avallon                     | Intersection de la RD 957 et du chemin du Patouillat                                         |                                                                                         | À déterminer | 47° 29′ 29″ nord, 3° 53′ 07″ est | Monument aux résistants morts |
| Monument aux morts                                             | À déterminer                                            | Bagneaux                    | Dans un mur du chemin de l'Église                                                            |                                                                                         | À déterminer | à géolocaliser                   | Image manquante |
| Monument aux morts                                             | À déterminer                                            | Baon                        | Contre l'église Saint-Vallier                                                                |                                                                                         | À déterminer | à géolocaliser                   | Image manquante |
| Monument aux morts                                             | Paul Berthier                                           | Bassou                      | Rue du Pont                                                                                  |                                                                                         | 1922         | à géolocaliser                   | Image manquante |
| Monument aux morts                                             | À déterminer                                            | Bazarnes                    | À côté de l'église Saint-Vérain                                                              |                                                                                         | À déterminer | à géolocaliser                   | Image manquante |
| Monument aux morts                                             | À déterminer                                            | Beaumont                    | À côté de la mairie                                                                          |                                                                                         | 1922         | 47° 55′ 10″ nord, 3° 33′ 39″ est | Monument aux morts de Beaumont |
| Monument aux morts                                             | À déterminer                                            | Beauvilliers                | Sur la façade de la mairie                                                                   |                                                                                         | À déterminer | à géolocaliser                   | Image manquante |
| Monument aux morts                                             | À déterminer                                            | Beauvoir                    | À côté de l'église Saint-Barthélemy                                                          |                                                                                         | À déterminer | 47° 47′ 41″ nord, 3° 22′ 18″ est | Monument aux morts de Beauvoir |
| Monument aux morts                                             | À déterminer                                            | Beine                       | À côté de l'église Notre-Dame                                                                |                                                                                         | À déterminer | à géolocaliser                   | Image manquante |
| Monument aux morts                                             | À déterminer                                            | Bellechaume                 | Intersection de la rue du professeur Ramon et de la rue Jean Moulin                          |                                                                                         | À déterminer | à géolocaliser                   | Monument aux morts |
| Monument aux morts                                             | Courtois (marbrier)                                     | Béon                        | En face de la salle des fêtes                                                                |                                                                                         | 1922         | à géolocaliser                   | Monument aux morts |
| Monument aux morts                                             | À déterminer                                            | Bernouil                    | Sur le parvis de l'église Saint-Jacques-le-Majeur                                            |                                                                                         | À déterminer | 47° 53′ 57″ nord, 3° 53′ 32″ est | Monument aux morts de Bernouil |
| Monument aux morts                                             | À déterminer                                            | Béru                        | Avenue Sébastien-Rigout                                                                      |                                                                                         | À déterminer | 47° 48′ 07″ nord, 3° 53′ 22″ est | Monument aux morts de Béru |
| Monument aux morts                                             | À déterminer                                            | Bessy-sur-Cure              | Dans le cimetière, à côté de l'église Saint-Etienne                                          |                                                                                         | À déterminer | à géolocaliser                   | Image manquante |
| Monument aux morts                                             | À déterminer                                            | Beugnon                     | Dans le cimetière                                                                            |                                                                                         | À déterminer | 48° 01′ 30″ nord, 3° 47′ 56″ est | Monument aux morts de Beugnon |
| Monument aux morts                                             | À déterminer                                            | Bierry-les-Belles-Fontaines | À côté de l'église Saint-Jean Baptiste                                                       |                                                                                         | À déterminer | à géolocaliser                   | Monument aux morts |
| Monument aux morts                                             | À déterminer                                            | Blacy                       | À côté de l'église Saint-Martin                                                              |                                                                                         | À déterminer | à géolocaliser                   | Monument aux morts |
| Monument aux morts                                             | À déterminer                                            | Blannay                     | À côté de l'église Saint-Pierre                                                              |                                                                                         | À déterminer | à géolocaliser                   | Monument aux morts |
| Monument aux morts                                             | Fournioux Frères (marbrier)                             | Bleigny-le-Carreau          | À côté de l'église Saint-Pierre                                                              |                                                                                         | À déterminer | à géolocaliser                   | Image manquante |
| Monument aux morts                                             | À déterminer                                            | Bléneau                     | Sur la place de la Libération, devant la mairie                                              |                                                                                         | 1923         | à géolocaliser                   | Monument aux morts« Monument aux morts de 1914-1918 à Bléneau », sur À nos grands hommes                                                                                 |
| Monument aux morts                                             | À déterminer                                            | Bœurs-en-Othe               | À côté de l'église Notre-Dame et Saint-Nicolas                                               |                                                                                         | À déterminer | à géolocaliser                   | Image manquante |
| Monument aux morts                                             | À déterminer                                            | Bois-d'Arcy                 | Sur la façade de la mairie                                                                   |                                                                                         | À déterminer | à géolocaliser                   | Image manquante |
| Monument aux morts                                             | À déterminer                                            | Bonnard                     | Rue de la Gare                                                                               |                                                                                         | À déterminer | à géolocaliser                   | Image manquante |
| Monument aux morts                                             | À déterminer                                            | Branches                    | Dans la cour de la mairie                                                                    |                                                                                         | À déterminer | à géolocaliser                   | Monument aux morts |
| Monument aux morts                                             | À déterminer                                            | Brannay                     | À côté de l'église de la Nativité de la Vierge                                               |                                                                                         | À déterminer | à géolocaliser                   | Monument aux morts |
| Monument aux morts de 1870-1871                                | À déterminer                                            | Brienon-sur-Armançon        | Dans le cimetière                                                                            |                                                                                         | À déterminer | à géolocaliser                   | Image manquante |
| Monument aux morts                                             | Marius Cladel                                           | Brienon-sur-Armançon        | Sur la place Émile Blondeau, à côté de l'église Saint-Loup                                   |                                                                                         | 1921         | à géolocaliser                   | Monument aux morts |
| Monument aux morts                                             | À déterminer                                            | Brion                       | À côté de l'église Saint-Phal                                                                |                                                                                         | À déterminer | à géolocaliser                   | Monument aux morts |
| Monument aux morts                                             | À déterminer                                            | Brosses                     | À l'entrée du cimetière                                                                      |                                                                                         | À déterminer | à géolocaliser                   | Image manquante |
| Monument aux morts                                             | Entreprise Brizard (marbrier)                           | Bussières                   | Au lieu-dit « La Chaume-Mathey »                                                             |                                                                                         | 1922         | à géolocaliser                   | Image manquante |
| Monument aux morts                                             | À déterminer                                            | Bussy-en-Othe               | À côté de l'église Saint-Médard                                                              |                                                                                         | À déterminer | à géolocaliser                   | Monument aux morts |
| Monument aux morts                                             | À déterminer                                            | Bussy-le-Repos              | À côté de l'église Saint-Pierre                                                              |                                                                                         | À déterminer | à géolocaliser                   | Monument aux morts |
| Monument aux morts                                             | À déterminer                                            | Butteaux                    | Dans le cimetière                                                                            |                                                                                         | À déterminer | 47° 58′ 51″ nord, 3° 48′ 15″ est | Monument aux morts de Butteaux |
| Monument aux morts                                             | À déterminer                                            | Carisey                     | À côté de l'église Notre-Dame-et-Saint-Vincent                                               |                                                                                         | 1920         | 47° 55′ 24″ nord, 3° 50′ 49″ est | Monument aux morts de Carisey |
| Monument aux morts                                             | À déterminer                                            | Censy                       | À côté de l'église de la Décollation-de-Saint-Jean-Baptiste                                  |                                                                                         | À déterminer | 47° 41′ 48″ nord, 4° 02′ 30″ est | Monument aux morts de Censy |
| Monument aux morts                                             | À déterminer                                            | Cérilly                     | Sur la façade de la mairie                                                                   | Plaque.                                                                                 | À déterminer | à géolocaliser                   | Image manquante |
| Monument aux morts                                             | À déterminer                                            | Cerisiers                   | Sur la place des Héros de la Résistance                                                      |                                                                                         | À déterminer | à géolocaliser                   | Image manquante |
| Monument aux morts                                             | À déterminer                                            | Cézy                        | Devant la mairie                                                                             |                                                                                         | À déterminer | à géolocaliser                   | Monument aux morts |
| Monument aux morts                                             | Marius Cladel                                           | Chablis                     | Devant la mairie                                                                             |                                                                                         | 1922         | à géolocaliser                   | Monument aux morts« Monument aux morts de 1914-1918 à Chablis », sur À nos grands hommes                                                                                 |
| Monument aux morts                                             | À déterminer                                            | Chailley                    | Sur la place de la Mairie                                                                    |                                                                                         | À déterminer | 48° 04′ 57″ nord, 3° 42′ 06″ est | Monument aux morts de Chailley |
| Monument aux morts                                             | À déterminer                                            | Chambeugle                  | Sur la façade de la mairie                                                                   |                                                                                         | À déterminer | à géolocaliser                   | Monument aux morts |
| Monument aux morts                                             | À déterminer                                            | Chamoux                     | À déterminer                                                                                 |                                                                                         | 1922         | à géolocaliser                   | Monument aux morts |
| Monument aux morts                                             | À déterminer                                            | Champcevrais                | Devant la mairie                                                                             |                                                                                         | À déterminer | à géolocaliser                   | Image manquante |
| Monument aux morts                                             | À déterminer                                            | Champignelles               | À côté de l'église Sainte Colombe                                                            |                                                                                         | À déterminer | à géolocaliser                   | Monument aux morts |
| Monument aux morts                                             | À déterminer                                            | Champigny                   | À côté de l'église Saint-Martin                                                              |                                                                                         | À déterminer | à géolocaliser                   | Monument aux morts |
| Monument aux morts                                             | À déterminer                                            | Champigny                   | Dans l'église Saint-Martin                                                                   |                                                                                         | À déterminer | à géolocaliser                   | Monument aux morts |
| Monument aux morts                                             | Louis Maubert et Marc Robert                            | Champlay                    | À déterminer                                                                                 |                                                                                         | 1922         | à géolocaliser                   | Monument aux morts |
| Monument aux morts                                             | Henri Vallette                                          | Champlost                   | À côté de l'église Saint-Vincent                                                             |                                                                                         | À déterminer | à géolocaliser                   | Image manquante |
| Monument aux morts                                             | Eugène Fijalkowski (architecte)                         | Champs-sur-Yonne            | En face de la mairie                                                                         |                                                                                         | À déterminer | à géolocaliser                   | Image manquante |
| Monument aux morts                                             | À déterminer                                            | Champvallon                 | À côté de l'église Saint-Georges                                                             |                                                                                         | À déterminer | 47° 56′ 06″ nord, 3° 20′ 41″ est | Monument aux morts de Champvallon |
| Le Poilu victorieux (monument aux morts),                      | Copie d'après Eugène Bénet                              | Chamvres                    | À déterminer                                                                                 |                                                                                         | 1924         | 47° 57′ 25″ nord, 3° 21′ 33″ est | Monument aux morts de Chamvres |
| Monument aux morts                                             | À déterminer                                            | Charbuy                     | Dans le cimetière                                                                            |                                                                                         | À déterminer | à géolocaliser                   | Monument aux morts |
| Monument aux morts                                             | À déterminer                                            | Chassy                      | À côté de l'église Saint-Loup                                                                |                                                                                         | À déterminer | à géolocaliser                   | Monument aux morts |
| Poilu au repos (monument aux morts)                            | Copie d'après Étienne Camus                             | Chastellux-sur-Cure         | Près de la mairie et du nouveau cimetière                                                    |                                                                                         | 1922         | à géolocaliser                   | Poilu au repos (monument aux morts)« Monument aux morts de 1914-1918 à Chastellux-sur-Cure », sur À nos grands hommes                                                    |
| Monument aux morts                                             | À déterminer                                            | Chastenay                   | À déterminer                                                                                 |                                                                                         | À déterminer | à géolocaliser                   | Monument aux morts |
| Monument aux morts                                             | Pierre Vigoureux                                        | Châtel-Censoir              | Sur la place Aristide Briand                                                                 |                                                                                         | 1922         | à géolocaliser                   | Monument aux morts |
| Monument aux morts                                             | À déterminer                                            | Chaumont                    | Rue des Lombards                                                                             |                                                                                         | À déterminer | 48° 19′ 20″ nord, 3° 06′ 24″ est | Monument aux morts de Chaumont |
| Monument aux morts                                             | À déterminer                                            | Chaumot                     | À côté de l'église Saint-Louis                                                               |                                                                                         | À déterminer | à géolocaliser                   | Monument aux morts |
| Mater Dolorosa (monument aux morts de 1914-1918)               | Émile Guillaume                                         | Chéroy                      | Dans l'église Notre-Dame-de-l'Assomption                                                     |                                                                                         | À déterminer | à géolocaliser                   | Mater Dolorosa (monument aux morts de 1914-1918) |
| La Délivrance (monument aux morts)                             | Émile Guillaume                                         | Chéroy                      | Devant la mairie                                                                             |                                                                                         | 1920         | 48° 12′ 03″ nord, 2° 59′ 44″ est | Monument aux morts de Chéroy |
| Monument aux morts de 1870-1871                                | À déterminer                                            | Chéu                        | Au bord de la RD 43                                                                          |                                                                                         | À déterminer | à géolocaliser                   | Image manquante |
| Monument aux morts                                             | À déterminer                                            | Chéu                        | À déterminer                                                                                 |                                                                                         | À déterminer | 47° 57′ 57″ nord, 3° 45′ 58″ est | Monument aux morts de Chéu |
| Monument aux morts                                             | À déterminer                                            | Chevillon                   | Rue Gaston Chausson                                                                          |                                                                                         | À déterminer | à géolocaliser                   | Monument aux morts |
| Monument aux morts                                             | À déterminer                                            | Chichery                    | Intersection de la RD 164 et de la rue des Cornes du Diable                                  |                                                                                         | À déterminer | à géolocaliser                   | Monument aux morts |
| Monument aux morts                                             | À déterminer                                            | Collemiers                  | Dans le cimetière                                                                            |                                                                                         | À déterminer | à géolocaliser                   | Monument aux morts |
| Monument aux morts                                             | À déterminer                                            | Compigny                    | Contre l'église Saint-Léger                                                                  |                                                                                         | À déterminer | à géolocaliser                   | Monument aux morts |
| Monument aux morts                                             | À déterminer                                            | Cornant                     | À côté de l'église Notre-Dame                                                                |                                                                                         | À déterminer | à géolocaliser                   | Monument aux morts |
| Monument aux morts                                             | Thalot (marbrier)                                       | Coulangeron                 | À côté de l'église Saint-Charles                                                             |                                                                                         | 1929         | 47° 40′ 50″ nord, 3° 28′ 12″ est | Monument aux morts de Coulangeron |
| Poilu enveloppé dans les plis du drapeau (monument aux morts)  | Copie d'après Charles-Henri Pourquet                    | Courgenay                   | Intersection de la rue du Chemin de Ronde, de la rue Léopold Javal (RD 84) et de la RD 79    |                                                                                         | À déterminer | 48° 17′ 15″ nord, 3° 32′ 50″ est | Monument aux morts de Courgenay |
| Monument aux morts de 1870-1871                                | À déterminer                                            | Courlon-sur-Yonne           | À côté de l'église Saint-Loup                                                                |                                                                                         | À déterminer | à géolocaliser                   | Monument aux morts de 1870-1871 |
| Monument aux morts                                             | À déterminer                                            | Courlon-sur-Yonne           | À côté de l'église Saint-Loup                                                                |                                                                                         | À déterminer | à géolocaliser                   | Monument aux morts |
| Monument aux morts                                             | À déterminer                                            | Courson-les-Carrières       | À déterminer                                                                                 |                                                                                         | À déterminer | 47° 36′ 51″ nord, 3° 30′ 00″ est | Monument aux morts de Courson-les-Carrières |
| Monument aux morts                                             | À déterminer                                            | Courtois-sur-Yonne          | À déterminer                                                                                 |                                                                                         | À déterminer | à géolocaliser                   | Monument aux morts |
| Monument aux morts                                             | Max Blondat                                             | Crain                       | Route de Coulanges-la-Vineuse                                                                | Inscrit MH (2016).                                                                      | 1922         | 47° 31′ 49″ nord, 3° 33′ 22″ est | Image manquante |
| Monument aux morts                                             | Pierre Vigoureux                                        | Cravant                     | Rue du Donjon, à côté de l'église Saint-Pierre-Saint-Paul                                    |                                                                                         | 1922         | à géolocaliser                   | Monument aux morts |
| Le Poilu mourant en défendant le Drapeau (monument aux morts)  | À déterminer                                            | Cry                         | Grande rue                                                                                   |                                                                                         | À déterminer | 47° 42′ 26″ nord, 4° 14′ 00″ est | Monument aux morts de Cry |
| Monument aux morts                                             | À déterminer                                            | Cudot                       | À côté de l'église de l'Assomption                                                           |                                                                                         | À déterminer | à géolocaliser                   | Monument aux morts |
| Monument aux morts                                             | À déterminer                                            | Deux Rivières               | À déterminer                                                                                 |                                                                                         | À déterminer | à géolocaliser                   | Image manquante |
| Monument aux morts                                             | À déterminer                                            | Diges                       | À côté de l'église Saint-Martin                                                              |                                                                                         | À déterminer | à géolocaliser                   | Monument aux morts |
| Monument aux morts                                             | À déterminer                                            | Dilo                        | À déterminer                                                                                 |                                                                                         | À déterminer | à géolocaliser                   | Image manquante |
| Monument aux morts                                             | À déterminer                                            | Dixmont                     | Rue de la Mairie                                                                             |                                                                                         | À déterminer | à géolocaliser                   | Monument aux morts |
| Monument aux morts                                             | À déterminer                                            | Dollot                      | À côté de l'église Saint-Germain                                                             |                                                                                         | À déterminer | 48° 12′ 39″ nord, 3° 04′ 15″ est | Monument aux morts de Dollot |
| Monument aux morts                                             | À déterminer                                            | Domats                      | À déterminer                                                                                 |                                                                                         | À déterminer | à géolocaliser                   | Monument aux morts |
| Monument aux morts de 1870-1871                                | À déterminer                                            | Dracy                       | Dans le cimetière                                                                            |                                                                                         | À déterminer | à géolocaliser                   | Monument aux morts de 1870-1871 |
| Monument aux morts                                             | À déterminer                                            | Dracy                       | Route de Toucy                                                                               |                                                                                         | À déterminer | à géolocaliser                   | Monument aux morts |
| Monument aux morts                                             | À déterminer                                            | Druyes-les-Belles-Fontaines | Dans le cimetière                                                                            |                                                                                         | À déterminer | 47° 33′ 09″ nord, 3° 25′ 06″ est | Monument aux morts de Druyes-les-Belles-Fontaines |
| Monument aux morts                                             | Charles-Eugène Breton                                   | Dyé                         | Grande rue                                                                                   |                                                                                         | À déterminer | 47° 53′ 59″ nord, 3° 52′ 10″ est | Monument aux morts de Dyé |
| Monument aux morts                                             | À déterminer                                            | Égleny                      | À côté de l'église Saint-Étienne                                                             |                                                                                         | À déterminer | à géolocaliser                   | Monument aux morts |
| Monument aux morts de 1870-1871                                | À déterminer                                            | Égriselles-le-Bocage        | Adossé au clochet de l'église Saint-Martin                                                   |                                                                                         | À déterminer | à géolocaliser                   | Monument aux morts de 1870-1871 |
| Monument aux morts                                             | À déterminer                                            | Égriselles-le-Bocage        | Rue du champ de foire                                                                        |                                                                                         | À déterminer | à géolocaliser                   | Monument aux morts |
| Monument aux morts                                             | À déterminer                                            | Épineau-les-Voves           | À côté du lavoir                                                                             |                                                                                         | À déterminer | à géolocaliser                   | Image manquante |
| Monument aux morts                                             | À déterminer                                            | Épineuil                    | Rue des Perrières                                                                            |                                                                                         | À déterminer | 47° 52′ 23″ nord, 3° 58′ 40″ est | Monument aux morts d'Épineuil |
| Monument aux morts                                             | À déterminer                                            | Escolives-Sainte-Camille    | À déterminer                                                                                 |                                                                                         | À déterminer | à géolocaliser                   | Monument aux morts |
| Monument aux morts de 1914-1918                                | À déterminer                                            | Étais-la-Sauvin             | Dans l'église Saint-Pierre-aux-Liens                                                         |                                                                                         | À déterminer | à géolocaliser                   | Monument aux morts de 1914-1918 |
| Monument aux morts de 1914-1918                                | À déterminer                                            | Étais-la-Sauvin             | Rue d'Entrains                                                                               |                                                                                         | À déterminer | 47° 30′ 14″ nord, 3° 20′ 29″ est | Monument aux morts d'Étais-la-Sauvin |
| Monument aux morts                                             | À déterminer                                            | Étais-la-Sauvin             | À déterminer                                                                                 |                                                                                         | À déterminer | à géolocaliser                   | Monument aux morts |
| Monument aux morts                                             | À déterminer                                            | Étaule                      | Sur la place Général Leclerc de Hautecloque                                                  |                                                                                         | À déterminer | à géolocaliser                   | Monument aux morts |
| Monument aux morts de Vassy                                    | À déterminer                                            | Étaule                      | À côté de l'église de la Nativité-de-Notre-Dame                                              |                                                                                         | À déterminer | à géolocaliser                   | Monument aux morts de Vassy |
| Monument aux morts                                             | À déterminer                                            | Étigny                      | À déterminer                                                                                 |                                                                                         | À déterminer | à géolocaliser                   | Monument aux morts |
| Monument aux morts                                             | À déterminer                                            | Étivey                      | À côté de l'église Saint-Phal                                                                |                                                                                         | À déterminer | 47° 40′ 40″ nord, 4° 08′ 41″ est | Monument aux morts d'Étivey |
| Monument aux morts de 1870-1871                                | À déterminer                                            | Fleury-la-Vallée            | Dans le cimetière                                                                            |                                                                                         | À déterminer | à géolocaliser                   | Monument aux morts de 1870-1871 |
| Monument aux morts                                             | À déterminer                                            | Fleury-la-Vallée            | En face du 27 Grande rue                                                                     |                                                                                         | 1923         | à géolocaliser                   | Monument aux morts |
| Monument aux morts                                             | À déterminer                                            | Fontaine-la-Gaillarde       | Intersection de la rue des Marais (RD 46) et de la Grande Rue (RD 40)                        |                                                                                         | À déterminer | 48° 13′ 12″ nord, 3° 22′ 45″ est | Monument aux morts de Fontaine-la-Gaillarde |
| Monument aux morts                                             | À déterminer                                            | Fontaines                   | Devant la mairie                                                                             |                                                                                         | À déterminer | à géolocaliser                   | Monument aux morts |
| Monument aux morts                                             | À déterminer                                            | Fontenay-près-Chablis       | Grand rue, devant la mairie                                                                  |                                                                                         | À déterminer | 47° 50′ 55″ nord, 3° 48′ 46″ est | Monument aux morts de Fontenay-près-Chablis |
| Monument aux morts                                             | À déterminer                                            | Fontenay-près-Vézelay       | Sur la place de la mairie                                                                    |                                                                                         | À déterminer | à géolocaliser                   | Monument aux morts |
| Monument aux morts                                             | À déterminer                                            | Fontenoy                    | À côté de la mairie                                                                          |                                                                                         | À déterminer | 47° 38′ 55″ nord, 3° 18′ 18″ est | Monument aux morts de Fontenoy |
| Monument aux morts                                             | À déterminer                                            | Fouchères                   | Intersection de la rue du Bout du Monde et de la RD 370                                      |                                                                                         | À déterminer | à géolocaliser                   | Monument aux morts |
| Monument aux morts                                             | À déterminer                                            | Fouronnes                   | À côté de l'église Saint-Pierre                                                              |                                                                                         | 1921         | à géolocaliser                   | Monument aux morts |
| Monument aux morts                                             | À déterminer                                            | Fulvy                       | À côté de l'église Saint-Christophe                                                          |                                                                                         | À déterminer | 47° 44′ 30″ nord, 4° 10′ 17″ est | Monument aux morts de Fulvy |
| Le Poilu victorieux et Poilu mourant (monument aux morts)      | Copie d'après Eugène Bénet et Jules Déchin              | Germigny                    | À côté de l'église Saint-Pierre-et-Saint-Paul                                                |                                                                                         | À déterminer | 47° 59′ 42″ nord, 3° 46′ 47″ est | Monument aux morts de Germigny |
| Monument aux morts                                             | À déterminer                                            | Gigny                       | À côté de l'église Saint-Léger                                                               |                                                                                         | À déterminer | à géolocaliser                   | Monument aux morts |
| Monument aux morts                                             | À déterminer                                            | Gisy-les-Nobles             | Devant la mairie, à côté de l'église Saint-Pregts                                            |                                                                                         | À déterminer | à géolocaliser                   | Monument aux morts |
| Monument aux morts                                             | À déterminer                                            | Gron                        | À côté de l'église Saint-Germain                                                             |                                                                                         | À déterminer | 48° 09′ 38″ nord, 3° 15′ 48″ est | Monument aux morts de Gron |
| Monument aux morts                                             | À déterminer                                            | Guerchy                     | À déterminer                                                                                 |                                                                                         | À déterminer | à géolocaliser                   | Monument aux morts |
| Monument aux morts                                             | Émile Bunlon (marbrier)                                 | Gy-l'Évêque                 | À côté de l'église Saint-Phal                                                                |                                                                                         | 1923         | 47° 43′ 20″ nord, 3° 32′ 51″ est | Monument aux morts de Gy-l'Évêque |
| Monument aux morts                                             | À déterminer                                            | Hauterive                   | À déterminer                                                                                 |                                                                                         | À déterminer | 47° 55′ 32″ nord, 3° 36′ 00″ est | Monument aux morts d'Hauterive |
| Monument aux morts                                             | Paul Berthier                                           | Héry                        | À déterminer                                                                                 |                                                                                         | 1920         | à géolocaliser                   | Image manquante |
| Monument aux morts                                             | À déterminer                                            | Irancy                      | Dans le cimetière                                                                            |                                                                                         | 1894         | à géolocaliser                   | Monument aux morts |
| Monument aux morts                                             | À déterminer                                            | Island                      | À déterminer                                                                                 |                                                                                         | À déterminer | à géolocaliser                   | Monument aux morts |
| Monument aux morts                                             | À déterminer                                            | Jaulges                     | Sur la place de l'Église, à côté de l'église Saint-Martin                                    |                                                                                         | À déterminer | 47° 57′ 45″ nord, 3° 47′ 08″ est | Monument aux morts de Jaulges |
| Monument aux morts                                             | Émile Peynot                                            | Joigny                      | Sur la quai de la Butte                                                                      | Érigé à l'entrée de la ville[Où ?] en 1923.                                             | 1960         | 47° 58′ 50″ nord, 3° 23′ 37″ est | Monument aux morts de Joigny |
| Monument aux morts                                             | Justin Monin                                            | Joux-la-Ville               | À côté de l'église Notre-Dame                                                                |                                                                                         | 1922         | à géolocaliser                   | Monument aux morts |
| Le Mobile (d) et La Résistance (monument aux morts)            | Copie d'après Aristide Croisy et Charles-Henri Pourquet | La Ferté-Loupière           | Devant la mairie                                                                             |                                                                                         | 1907         | 47° 53′ 49″ nord, 3° 14′ 02″ est | Monument aux morts de La Ferté-Loupière |
| Monument aux morts                                             | À déterminer                                            | Laduz                       | Route de l'Église                                                                            |                                                                                         | À déterminer | à géolocaliser                   | Monument aux morts |
| Monument aux morts de 1914-1918                                | À déterminer                                            | Lalande                     | Dans l'église Saint-Jacques-et-Saint-Marcel                                                  |                                                                                         | À déterminer | à géolocaliser                   | Monument aux morts de 1914-1918 |
| Poilu enveloppé dans les plis du drapeau (monument aux morts)  | Copie d'après Charles-Henri Pourquet                    | Lavau                       | À côté de l'église Saint-Germain                                                             |                                                                                         | À déterminer | à géolocaliser                   | Poilu enveloppé dans les plis du drapeau (monument aux morts) |
| Monument aux morts                                             | À déterminer                                            | Les Ormes                   | Sur le parvis de l'église Notre-Dame-de-la-Nativité                                          |                                                                                         | À déterminer | 47° 50′ 57″ nord, 3° 16′ 00″ est | Monument aux morts des Ormes |
| Monument aux morts                                             | À déterminer                                            | Les Sièges                  | À côté de l'église Saint-Cyr-et-Sainte-Julitte                                               |                                                                                         | À déterminer | à géolocaliser                   | Monument aux morts« Monument aux morts de 1914-1918 aux Sièges », sur À nos grands hommes                                                                                |
| Monument aux morts                                             | À déterminer                                            | Ligny-le-Châtel             | À déterminer                                                                                 |                                                                                         | À déterminer | 47° 53′ 55″ nord, 3° 45′ 24″ est | Monument aux morts de Ligny-le-Châtel |
| Monument aux morts                                             | À déterminer                                            | Maillot                     | À déterminer                                                                                 |                                                                                         | À déterminer | 48° 10′ 36″ nord, 3° 18′ 25″ est | Monument aux morts de Maillot |
| Monument aux morts                                             | À déterminer                                            | Mailly-la-Ville             | Dans le cimetière                                                                            |                                                                                         | À déterminer | à géolocaliser                   | Monument aux morts |
| Monument aux morts                                             | Max Blondat                                             | Mailly-le-Château           | Dans un jardin public, 2 rue de la République                                                | Classé MH (2020).                                                                       | 1922         | 47° 35′ 49″ nord, 3° 38′ 22″ est | Monument aux morts de Mailly-le-Château |
| Monument aux morts                                             | À déterminer                                            | Malay-le-Grand              | À côté de l'église Saint-Martin                                                              |                                                                                         | À déterminer | 48° 10′ 32″ nord, 3° 20′ 29″ est | Monument aux morts de Malay-le-Grand |
| Monument aux morts                                             | À déterminer                                            | Malay-le-Petit              | À déterminer                                                                                 |                                                                                         | À déterminer | à géolocaliser                   | Monument aux morts |
| Monument aux morts                                             | À déterminer                                            | Marchais-Beton              | À côté de l'église Saint-Jean-Baptiste                                                       |                                                                                         | À déterminer | à géolocaliser                   | Monument aux morts |
| Monument aux morts                                             | À déterminer                                            | Marmeaux                    | À côté de la mairie                                                                          |                                                                                         | À déterminer | à géolocaliser                   | Monument aux morts |
| Monument aux morts                                             | À déterminer                                            | Marsangy                    | À déterminer                                                                                 |                                                                                         | À déterminer | 48° 06′ 37″ nord, 3° 15′ 28″ est | Monument aux morts de Marsangy |
| Monument aux morts                                             | À déterminer                                            | Massangis                   | À déterminer                                                                                 |                                                                                         | À déterminer | à géolocaliser                   | Monument aux morts |
| Poilu au repos (monument aux morts)                            | Copie d'après Étienne Camus                             | Mélisey                     | Intersection de la rue du Patis et de la RD 118, au bord de la place de la mairie            |                                                                                         | 1924         | 47° 55′ 00″ nord, 4° 04′ 38″ est | Image manquante |
| Monument aux morts                                             | À déterminer                                            | Méré                        | Dans le cimetière, sur le parvis de l'église Saint-Martin                                    |                                                                                         | À déterminer | 47° 53′ 58″ nord, 3° 49′ 26″ est | Monument aux morts de Méré |
| Monument aux morts                                             | À déterminer                                            | Merry-la-Vallée             | Dans le cimetière                                                                            |                                                                                         | À déterminer | à géolocaliser                   | Monument aux morts |
| Monument aux morts                                             | À déterminer                                            | Merry-Sec                   | À côté de l'église Saint-Menge                                                               |                                                                                         | À déterminer | 47° 39′ 24″ nord, 3° 29′ 05″ est | Monument aux morts de Merry-Sec |
| Monument aux morts                                             | À déterminer                                            | Merry-sur-Yonne             | À déterminer                                                                                 |                                                                                         | À déterminer | à géolocaliser                   | Monument aux morts |
| Monument aux morts de 1914-1918                                | Paul Berthier                                           | Mézilles                    | Dans l'église Saint-Marien                                                                   |                                                                                         | À déterminer | à géolocaliser                   | Monument aux morts de 1914-1918 |
| Monument aux morts                                             | À déterminer                                            | Mézilles                    | À déterminer                                                                                 |                                                                                         | À déterminer | à géolocaliser                   | Monument aux morts |
| Monument aux morts                                             | À déterminer                                            | Michery                     | À déterminer                                                                                 |                                                                                         | À déterminer | à géolocaliser                   | Monument aux morts |
| Monument aux morts                                             | À déterminer                                            | Migé                        | À déterminer                                                                                 |                                                                                         | À déterminer | à géolocaliser                   | Monument aux morts |
| Monument aux morts                                             | À déterminer                                            | Môlay                       | À déterminer                                                                                 |                                                                                         | À déterminer | 47° 44′ 06″ nord, 3° 56′ 19″ est | Monument aux morts de Môlay |
| Monument aux morts                                             | À déterminer                                            | Molesmes                    | Dans le cimetière                                                                            |                                                                                         | À déterminer | 47° 36′ 55″ nord, 3° 27′ 52″ est | Monument aux morts de Molesmes |
| Monument aux morts                                             | À déterminer                                            | Monéteau                    | À déterminer                                                                                 |                                                                                         | À déterminer | 47° 51′ 01″ nord, 3° 34′ 42″ est | Monument aux morts de Monéteau |
| Monument aux morts                                             | À déterminer                                            | Montacher                   | À déterminer                                                                                 |                                                                                         | À déterminer | 48° 10′ 23″ nord, 3° 01′ 44″ est | Monument aux morts de Montacher |
| Monument aux morts                                             | À déterminer                                            | Montillot                   | À déterminer                                                                                 |                                                                                         | À déterminer | à géolocaliser                   | Monument aux morts |
| Monument aux morts                                             | À déterminer                                            | Montréal                    | À déterminer                                                                                 |                                                                                         | À déterminer | à géolocaliser                   | Monument aux morts |
| Monument aux morts                                             | À déterminer                                            | Mouffy                      | À déterminer                                                                                 |                                                                                         | À déterminer | à géolocaliser                   | Monument aux morts |
| Monument aux morts                                             | À déterminer                                            | Moulins-en-Tonnerrois       | Rue du Château                                                                               |                                                                                         | À déterminer | 47° 43′ 57″ nord, 4° 02′ 08″ est | Monument aux morts de Moulins-en-Tonnerrois |
| Monument aux morts                                             | À déterminer                                            | Moulins-sur-Ouanne          | À déterminer                                                                                 |                                                                                         | À déterminer | 47° 42′ 27″ nord, 3° 20′ 13″ est | Monument aux morts de Moulins-sur-Ouanne |
| Monument aux morts de 1914-1918                                | À déterminer                                            | Moutiers-en-Puisaye         | Dans l'église Saint-Pierre-et-Saint-Paul                                                     |                                                                                         | À déterminer | à géolocaliser                   | Monument aux morts de 1914-1918 |
| Monument aux morts                                             | À déterminer                                            | Moutiers-en-Puisaye         | À déterminer                                                                                 |                                                                                         | À déterminer | à géolocaliser                   | Monument aux morts |
| Monument aux morts                                             | À déterminer                                            | Neuilly                     | Dans le cimetière                                                                            |                                                                                         | À déterminer | à géolocaliser                   | Monument aux morts |
| Le Poilu victorieux (monument aux morts)                       | Copie d'après Eugène Bénet                              | Neuvy-Sautour               | À côté de l'église Saint-Symphorien                                                          |                                                                                         | À déterminer | à géolocaliser                   | Image manquante |
| Monument aux morts                                             | À déterminer                                            | Nitry                       | À déterminer                                                                                 |                                                                                         | À déterminer | 47° 40′ 21″ nord, 3° 52′ 40″ est | Monument aux morts de Nitry |
| Monument aux morts                                             | À déterminer                                            | Noé                         | À déterminer                                                                                 |                                                                                         | À déterminer | à géolocaliser                   | Monument aux morts |
| Monument aux morts                                             | À déterminer                                            | Ouanne                      | À déterminer                                                                                 |                                                                                         | À déterminer | 47° 39′ 43″ nord, 3° 25′ 03″ est | Monument aux morts d'Ouanne |
| Monument aux morts                                             | À déterminer                                            | Paron                       | Dans l'église Sainte-Florence                                                                |                                                                                         | À déterminer | à géolocaliser                   | Monument aux morts |
| Poilu au repos (monument aux morts)                            | Copie d'après Étienne Camus                             | Piffonds                    | À déterminer                                                                                 |                                                                                         | 1923         | à géolocaliser                   | Poilu au repos (monument aux morts) |
| Monument aux morts                                             | À déterminer                                            | Quarré-les-Tombes           | Sur la place de l'église                                                                     |                                                                                         | À déterminer | à géolocaliser                   | Monument aux morts« Monument aux morts de 1914-1918 à Quarré-les-Tombes », sur À nos grands hommes                                                                       |
| Monument aux maquisards                                        | Pierre Vigoureux                                        | Quarré-les-Tombes           | Sur la place de l'église                                                                     | Également appelé Monument aux morts de la 3e demi-brigade et du 1er régiment du Morvan. | À déterminer | à géolocaliser                   | Monument aux maquisards« Monument aux maquisards ou Monument aux morts de la 3e demi-brigade et du 1er régiment du Morvan à Quarré-les-Tombes », sur À nos grands hommes |
| Monument aux morts                                             | À déterminer                                            | Rosoy                       | À déterminer                                                                                 |                                                                                         | À déterminer | à géolocaliser                   | Monument aux morts |
| Monument aux morts                                             | À déterminer                                            | Rosoy                       | À déterminer                                                                                 |                                                                                         | À déterminer | à géolocaliser                   | Monument aux morts |
| Monument aux morts                                             | Max Blondat                                             | Saint-Fargeau               | À déterminer                                                                                 |                                                                                         | À déterminer | 47° 38′ 24″ nord, 3° 04′ 11″ est | Monument aux morts de Saint-Fargeau |
| Monument aux morts                                             | À déterminer                                            | Saint-Florentin             | À côté de la halle aux grains                                                                |                                                                                         | À déterminer | à géolocaliser                   | Monument aux morts« Monument aux morts de 1914-1918 à Saint-Florentin », sur À nos grands hommes                                                                         |
| Le Poilu victorieux (monument aux morts)                       | Copie d'après Eugène Bénet                              | Saint-Julien-du-Sault       | Rue de la Fontaine                                                                           |                                                                                         | À déterminer | à géolocaliser                   | Le Poilu victorieux (monument aux morts)« Monument aux morts de 1914-1918 à Saint-Julien-du-Sault », sur À nos grands hommes                                             |
| Monument aux morts                                             | À déterminer                                            | Saint-Martin-des-Champs     | À déterminer                                                                                 |                                                                                         | À déterminer | à géolocaliser                   | Monument aux morts |
| Poilu au repos (monument aux morts)                            | Copie d'après Étienne Camus                             | Saint-Martin-sur-Armançon   | À déterminer                                                                                 |                                                                                         | À déterminer | à géolocaliser                   | Image manquante |
| Monument aux morts                                             | À déterminer                                            | Saint-Maurice-le-Vieil      | À côté de l'église Saint-Léger                                                               |                                                                                         | À déterminer | à géolocaliser                   | Monument aux morts |
| Monument aux morts                                             | À déterminer                                            | Saint-Maurice-Thizouaille   | À déterminer                                                                                 |                                                                                         | À déterminer | à géolocaliser                   | Monument aux morts |
| Monument aux morts                                             | À déterminer                                            | Saint-Sauveur-en-Puisaye    | À déterminer                                                                                 |                                                                                         | À déterminer | à géolocaliser                   | Monument aux morts« Monument aux morts de 1914-1918 à Saint-Sauveur-en-Puisaye », sur À nos grands hommes                                                                |
| Monument aux morts                                             | À déterminer                                            | Saint-Sauveur-en-Puisaye    | Dans l'église Saint-Jean-Baptiste                                                            |                                                                                         | À déterminer | à géolocaliser                   | Monument aux morts |
| Monument aux morts de 1870-1871                                | À déterminer                                            | Saint-Valérien              | À déterminer                                                                                 |                                                                                         | 1897         | à géolocaliser                   | Monument aux morts de 1870-1871 |
| Monument aux morts                                             | À déterminer                                            | Saint-Valérien              | À déterminer                                                                                 |                                                                                         | À déterminer | à géolocaliser                   | Monument aux morts |
| Monument aux morts                                             | À déterminer                                            | Sambourg                    | Grande rue                                                                                   |                                                                                         | À déterminer | 47° 46′ 05″ nord, 4° 01′ 18″ est | Monument aux morts de Sambourg |
| Monument aux morts                                             | À déterminer                                            | Santigny                    | À côté de l'église de l'Assomption                                                           |                                                                                         | À déterminer | à géolocaliser                   | Monument aux morts |
| Monument aux morts                                             | À déterminer                                            | Savigny-en-Terre-Plaine     | À déterminer                                                                                 |                                                                                         | À déterminer | à géolocaliser                   | Monument aux morts |
| Monument aux morts                                             | À déterminer                                            | Savigny-sur-Clairis         | À côté de l'église Saint-Pierre                                                              |                                                                                         | À déterminer | à géolocaliser                   | Monument aux morts |
| La Défense du drapeau (d) (monument aux morts de 1870-1871)    | Copie d'après Aristide Croisy                           | Seignelay                   | Route de Brienon                                                                             |                                                                                         | À déterminer | à géolocaliser                   | Image manquante |
| Monument aux morts                                             | À déterminer                                            | Sementron                   | Dans le hameau de Coulon                                                                     |                                                                                         | À déterminer | à géolocaliser                   | Monument aux morts |
| Poilu blessé (monument aux morts)                              | Copie d'après Jules Déchin                              | Senan                       | Entre la mairie et l'église Saint-Firmin                                                     |                                                                                         | 1921         | 47° 54′ 42″ nord, 3° 21′ 33″ est | Monument aux morts de Senan |
| Poilu au repos (monument aux morts)                            | Copie d'après Étienne Camus                             | Sennevoy-le-Haut            | Devant l'église de l'immaculée conception                                                    |                                                                                         | À déterminer | à géolocaliser                   | Poilu au repos (monument aux morts) |
| Monument aux morts                                             | Émile Peynot                                            | Sens                        | Sur la place des Héros                                                                       | Inscrit MH (2016).                                                                      | 1904         | 48° 11′ 55″ nord, 3° 17′ 24″ est | Monument aux morts de Sens |
| Poilu baïonnette au canon (d) (monument aux morts)             | Copie d'après Étienne Camus                             | Sermizelles                 | À déterminer                                                                                 |                                                                                         | À déterminer | à géolocaliser                   | Image manquante |
| Monument aux morts                                             | À déterminer                                            | Sommecaise                  | À déterminer                                                                                 |                                                                                         | À déterminer | à géolocaliser                   | Monument aux morts |
| Au mépris du danger (d) (monument aux morts)                   | Copie d'après Eugène Bénet                              | Taingy                      | À déterminer                                                                                 |                                                                                         | À déterminer | 47° 37′ 01″ nord, 3° 24′ 14″ est | Monument aux morts de Taingy |
| Monument aux morts d'avant 1914                                | À déterminer                                            | Thorigny-sur-Oreuse         | Dans le cimetière                                                                            |                                                                                         | À déterminer | à géolocaliser                   | Monument aux morts d'avant 1914 |
| Monument aux morts de 1914-1918                                | À déterminer                                            | Thury                       | Dans l'église Saint-Julien                                                                   |                                                                                         | À déterminer | à géolocaliser                   | Monument aux morts de 1914-1918 |
| La Résistance (monument aux morts)                             | Copie d'après Charles-Henri Pourquet                    | Thury                       | À côté de la mairie et de l'église Saint-Julien                                              |                                                                                         | À déterminer | 47° 35′ 12″ nord, 3° 17′ 40″ est | Monument aux morts de Thury |
| Monument aux morts                                             | À déterminer                                            | Tonnerre                    | Promenade du Patis                                                                           |                                                                                         | À déterminer | 47° 51′ 36″ nord, 3° 58′ 18″ est | Monument aux morts de Tonnerre |
| Monument aux morts de la Seconde Guerre mondiale               | À déterminer                                            | Tonnerre                    | À déterminer                                                                                 |                                                                                         | À déterminer | 47° 51′ 35″ nord, 3° 58′ 19″ est | Monument aux morts de la Seconde Guerre mondiale de Tonnerre |
| Monument aux morts de 1870-1871                                | À déterminer                                            | Toucy                       | Dans le cimetière                                                                            |                                                                                         | À déterminer | à géolocaliser                   | Monument aux morts de 1870-1871 |
| Monument aux morts                                             | Émile Guillaume                                         | Toucy                       | Dans le cimetière                                                                            |                                                                                         | À déterminer | à géolocaliser                   | Monument aux morts |
| Le Poilu mourant en défendant le Drapeau (monument aux morts)  | À déterminer                                            | Treigny                     | À déterminer                                                                                 |                                                                                         | À déterminer | à géolocaliser                   | Le Poilu mourant en défendant le Drapeau (monument aux morts) |
| Monument aux morts                                             | À déterminer                                            | Treigny                     | Dans le cimetière                                                                            |                                                                                         | À déterminer | à géolocaliser                   | Monument aux morts |
| Monument aux morts                                             | À déterminer                                            | Treigny                     | Dans l'église Saint-Symphorien                                                               |                                                                                         | À déterminer | à géolocaliser                   | Monument aux morts |
| Poilu au repos (monument aux morts)                            | Copie d'après Étienne Camus                             | Vallery                     | À déterminer                                                                                 |                                                                                         | 1922         | à géolocaliser                   | Poilu au repos (monument aux morts) |
| Au mépris du danger (d) (monument aux morts)                   | Copie d'après Eugène Bénet                              | Vassy-sous-Pisy             | À côté de l'église Saint-Martin                                                              |                                                                                         | À déterminer | à géolocaliser                   | Au mépris du danger (d) (monument aux morts) |
| Poilu écrasant l'aigle allemand (d) (monument aux morts)       | Copie d'après Charles-Henri Pourquet                    | Venizy                      | À déterminer                                                                                 |                                                                                         | À déterminer | à géolocaliser                   | Image manquante |
| Monument aux morts de 1914-1918                                | G. Bailly                                               | Vézelay                     | Dans la basilique Sainte-Marie-Madeleine                                                     |                                                                                         | À déterminer | à géolocaliser                   | Monument aux morts de 1914-1918 |
| Monument aux morts                                             | Pierre Vigoureux                                        | Vézelay                     | Sur la place de la Basilique                                                                 |                                                                                         | 1923         | 47° 27′ 59″ nord, 3° 44′ 50″ est | Monument aux morts de Vézelay |
| Monument aux maquisards du maquis du Loup tués le 24 août 1944 | À déterminer                                            | Vézelay                     | À déterminer                                                                                 | Commémore les maquisards du maquis du Loup.                                             | À déterminer | à géolocaliser                   | Monument aux maquisards du maquis du Loup tués le 24 août 1944 |
| Monument aux morts de 1914-1918                                | À déterminer                                            | Villeneuve-l'Archevêque     | Dans l'église Notre-Dame                                                                     |                                                                                         | À déterminer | à géolocaliser                   | Monument aux morts de 1914-1918 |
| Armistice (monument aux morts)                                 | Copie d'après Jules Déchin                              | Villeneuve-la-Guyard        | À déterminer                                                                                 | Également appelé Poilu Armistice ou Armistice 11 novembre 1918.                         | À déterminer | 48° 20′ 29″ nord, 3° 04′ 12″ est | Monument aux morts de Villeneuve-la-Guyard |
| Monument aux morts de 1870-1871                                | À déterminer                                            | Villeneuve-sur-Yonne        | À déterminer                                                                                 |                                                                                         | À déterminer | à géolocaliser                   | Monument aux morts de 1870-1871 |
| Monument aux morts                                             | Émile Peynot                                            | Villeneuve-sur-Yonne        | Avenue du Général de Gaulle                                                                  | Classé MH (2020).                                                                       | À déterminer | à géolocaliser                   | Monument aux morts |
| Monument aux morts                                             | À déterminer                                            | Villeroy                    | À déterminer                                                                                 |                                                                                         | À déterminer | à géolocaliser                   | Monument aux morts |
| Monument aux morts                                             | À déterminer                                            | Vincelles                   | Dans le cimetière                                                                            |                                                                                         | À déterminer | à géolocaliser                   | Image manquante |
| Monument aux morts                                             | À déterminer                                            | Vincelottes                 | À déterminer                                                                                 |                                                                                         | À déterminer | à géolocaliser                   | Image manquante |
| Monument aux morts                                             | À déterminer                                            | Vinneuf                     | À déterminer                                                                                 |                                                                                         | À déterminer | à géolocaliser                   | Monument aux morts |
| Monument aux morts                                             | À déterminer                                            | Vireaux                     | Grande rue                                                                                   |                                                                                         | À déterminer | 47° 47′ 11″ nord, 4° 02′ 42″ est | Monument aux morts de Vireaux |
| Monument aux morts                                             | À déterminer                                            | Viviers                     | À déterminer                                                                                 |                                                                                         | À déterminer | à géolocaliser                   | Image manquante |
| Monument aux morts                                             | À déterminer                                            | Voisines                    | Route de Fleurigny                                                                           |                                                                                         | À déterminer | à géolocaliser                   | Monument aux morts |
| Monument aux morts                                             | À déterminer                                            | Volgré                      | Route de Montargis                                                                           |                                                                                         | À déterminer | à géolocaliser                   | Monument aux morts |
| Monument aux morts                                             | À déterminer                                            | Voutenay-sur-Cure           | À côté de l'église Saint-André                                                               |                                                                                         | À déterminer | à géolocaliser                   | Monument aux morts |
| Monument aux morts                                             | À déterminer                                            | Yrouerre                    | À côté de l'église Saint-Nicolas                                                             |                                                                                         | À déterminer | à géolocaliser                   | Monument aux morts |